# Reprezentacja Łotwy na Mistrzostwach Świata w Narciarstwie Klasycznym 2009
Reprezentacja Łotwy na Mistrzostwach Świata w Narciarstwie Klasycznym 2009 liczyła 6 sportowców. Najlepszym wynikiem było 51. miejsce (Oļegs Maļuhins) w biegu mężczyzn na 50 km.

## Medale

### Złote medale
Brak

### Srebrne medale
Brak

### Brązowe medale
Brak

## Wyniki

### Biegi narciarskie mężczyzn
Sprint
- Jānis Paipals - 67. miejsce (odpadł w kwalifikacjach)
- Oļegs Maļuhins - 70. miejsce (odpadł w kwalifikacjach)
- Aigars Kalnups - 72. miejsce (odpadł w kwalifikacjach)
- Arvis Liepiņš - 88. miejsce (odpadł w kwalifikacjach)

Bieg na 15 km
- Arvis Liepiņš - 69. miejsce
- Aigars Kalnups - nie ukończył

Bieg na 30 km
- Arvis Liepiņš - 62. miejsce
- Aigars Kalnups - 64. miejsce
- Jānis Paipals - nie ukończył

Bieg na 50 km
- Oļegs Maļuhins - 51. miejsce
- Jānis Teteris - 57. miejsce

### Biegi narciarskie kobiet
Sprint
- Anete Brice - 79. miejsce (odpadła w kwalifikacjach)